# جامعة أسيوط الأهلية
جامعة أسيوط الأهلية هي جامعة أهلية غير هادفة للربح وتهتم بالتميز في التعليم والبحث العلمي وتدعمها الدولة وتوجد في مدينة أسيوط الجديدة، مصر.

## النشأة
بدأت جامعة أسيوط السعى لإنشاء جامعة أهلية تابعة لها وهو ما بدأ بعرض المشروع في فترة رئاسة الدكتور محمد عبد السميع رئيس جامعة أسيوط الأسبق، وحصوله على الموافقة من المجلس الأعلى للجامعات في نوفمبر 2013، وذلك على مساحة إجمالية تبلغ 40 فدان بمدينة أسيوط الجديدة.
في 15 أكتوبر 2020، استقبل رئيس جامعة أسيوط وفد من إدارة الهيئة الهندسية بالقوات المسلحة، أكد من خلاله على حرص إدارة الجامعة على الإسراع في إتخاذ الخطوات اللازمة من أجل تنفيذ مشروع إنشاء الجامعة الأهلية التابعة لها في أقرب وقت والمقرر إنشائها على مساحة إجمالية تبلغ 60 فدان بمدينة أسيوط الجديدة.

## الموقع
توجد جامعة أسيوط الأهلية على أرض الجامعة بمدينة أسيوط الجديدة والبالغة مساحتها 212 فدانا ومخصص (40) فدانا من أرض الجامعة بأسيوط الجديدة لإنشاء الجامعة الأهلية وفقًا للوائح والقواعد والقوانين المنظمة لذلك.

## الكليات
تبدأ الدراسة بسبعة كليات وهى:
- الطب والجراحة العامة.
- طب وجراحة الفم والأسنان.
- كلية الهندسة والعلوم التطبيقية.
- كلية الصيدلة والبحوث الدوائية.
- كلية الحاسبات والذكاء الاصطناعى.
- كلية العلوم الإدارية والمالية.
- كلية جديدة للألسن واللغات التطبيقية.